# 2012年ロンドンオリンピックのイラク選手団
2012年ロンドンオリンピックのイラク選手団（2012ねんロンドンオリンピックのイラクせんしゅだん）は、2012年7月27日から8月12日までイギリスのロンドンで開催されたロンドンオリンピックイラク選手団の名簿。

## 選手団
- 人員: 選手 8人
- 開会式旗手: Dana Hussain

## 種目別選手・スタッフ名簿及び成績

### アーチェリー
- ランド・サード（女子個人）第1回戦敗退

### 陸上競技
- Adnan Taess Akkar（男子800m）1分47秒83 予選敗退
- Dana Hussain（女子100m）11秒81 予選敗退

### ボクシング
- Ahmad Abdul-Karim（男子ウエルター級）第1回戦敗退

### 射撃
- Noor Amer（女子エアピストル）予選敗退

### 競泳
- Mohanad Al‐Azzawi（男子100mバタフライ）1分0秒71 予選敗退

### ウエイトリフティング
- Safaa Al-Jumaili（男子85kg級）

### レスリング
- Ali Nadhim（男子グレコローマンスタイル120kg級）第1回戦敗退